# 1795 w polityce

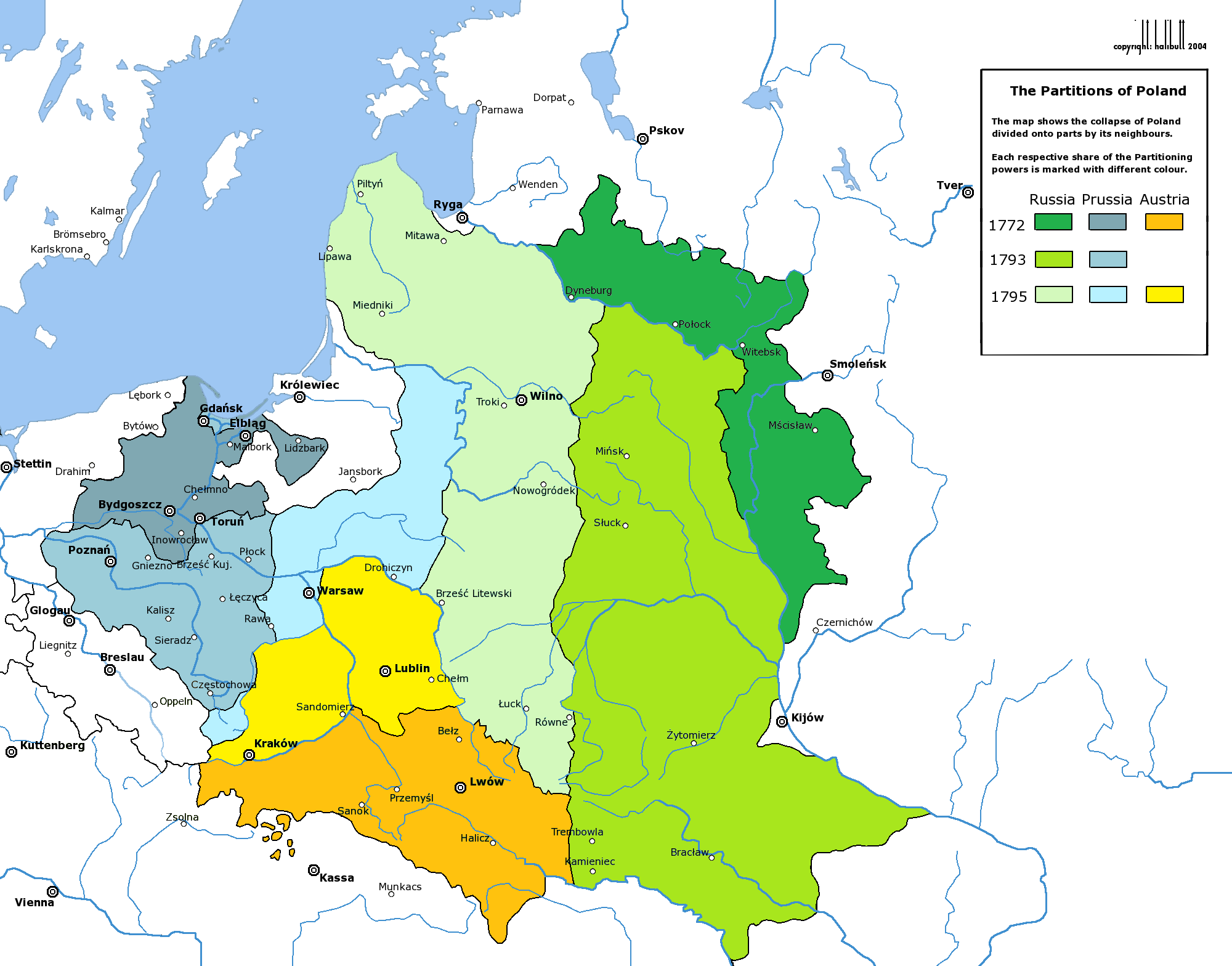
Mapa Polski z zaznaczonymi zaborami trzech mocarstw

Wydarzenia polityczne w 1795 roku.

## Wydarzenia
- czerwiec – wojna I koalicji: w reakcji na okupację Holandii przez Francję wojska brytyjskie lądują w Kraju Przylądkowym[1].
- 7 sierpnia – wojna I koalicji: potyczka pod Muizenbergiem w Kraju Przylądkowym – brytyjskie oddziały ekspedycyjne dowodzone przez gen. Jamesa Craiga pokonują wojska holenderskie dowodzone przez gubernatora Abrahama Sluyskena[1].
- 16 września – kapitulacja holenderskich sił w Kraju Przylądowym: kolonia przechodzi pod okupację Brytyjską[1].
- III rozbiór Polski[2].
- 25 listopada Stanisław August Poniatowski abdykował w Grodnie[3].